# Лахтин, Леонид Кузьмич
Леони́д Кузьми́ч Ла́хтин (14 (26) или 15 (27) апреля 1863 — 14 июля 1927) — российский и советский математик, специалист в области решения алгебраических уравнений высших степеней, а также в области математической статистики. Доктор чистой математики (1897).
Профессор Дерптского (Юрьевского) университета, заслуженный профессор Московского университета. Ректор Московского университета (1904—1905), декан Физико-математического факультета Московского университета (1912—1918).
Ученик и друг профессора Николая Бугаева. Учитель религиозного философа Павла Флоренского.

## Биография

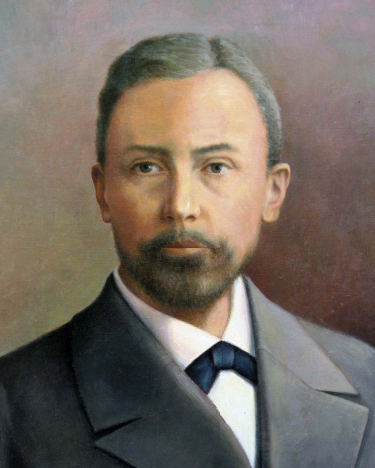
Портрет Л. К. Лахтина в галерее ректоров Московского университета на Моховой

Родился 14 (26) или 15 (27) апреля 1863 года в селе Богословское Чернского уезда Тульской губернии в имении своего отца. Происходил из семьи потомственных почётных граждан России. Среднее образование получил в Третьей московской гимназии. После её окончания в 1881 году поступил на Физико-математический факультет Московского университета, который окончил в 1885 году и был оставлен в университете для подготовки к получению профессорского звания по кафедре чистой математики.
С 1887 года Лахтин — учитель математики в своей родной Третьей московской гимназии. С 1889 года — приват-доцент на Физико-математическом факультете Московского университета, а также преподаватель математики в инженерных классах Московского межевого института и в нескольких гимназиях.
В 1892 году Лахтин занял должность профессора Юрьевского (Дерптского) университета. В 1893 году он защитил магистерскую диссертацию (тема — «Алгебраические уравнения, разрешимые в гипергеометрических функциях»), посвящённую исследованию уравнений 3-й, 4-й, 5-й и одного вида 6-й степени. С 1896 года — снова в Московском университете, сначала на должности экстраординарного профессора, а с 1902 года — ординарного профессора; работу в университете он совмещал с преподаванием в Императорском Московском техническом училище и в Московском межевом институте. В 1897 году он защитил докторскую диссертацию (тема — «Дифференциальные резольвенты алгебраических уравнений высших родов»).
Лахтин был очень привязан к своему учителю и коллеге профессору Николаю Васильевичу Бугаеву (1837—1903), часто бывал у него дома. Сын Бугаева, писатель Андрей Белый, позже так вспоминал о Лахтине: «…скромный, тихий, застенчивый, точно извечно напуганный… уж, конечно, видом своим не хватал звёзд; но отец отзывался о нём: „Талантливый математик!“ … Позднее я видел в нём некую силу прямоты и чистоты („Блаженны чистые сердцем“); пусть она проявлялась в узкой прямолинейности; у него было нежное, тихое сердце; и он многое возлюбил и многое утаил под своей впалой грудью, в месте сердца, которое спрятано под сюртуком, всегда наглухо застёгнутым… И никто не мог бы сказать, что под этою жестью пылало сердце; и прядали математические таланты; а как трогательно он волновался во время болезни жены своей, когда был молод?».
В 1903 году Лахтин стал помощником ректора Московского университета, а в августе 1904 года — ректором. Он был назначен на эту должность на срок 4 года, но в августе 1905 года, после революционных событий, вступили в силу «Временные правила об управлении учебными заведениями Министерства народного просвещения», согласно которым университеты получали право свободного выбора своих ректоров, — и Лахтин в связи с этим вынужден был подать в отставку, уступив своё место избранному профессору С. Н. Трубецкому. Лахтин после этих событий продолжал преподавать на Физико-математическом факультете Московского университета, в 1912—1918 годах он был деканом факультета. В 1910—1918 годах — директор 3-го Московского реального училища им. А. Шелапутина. В 1914 году ему было присвоено звание Заслуженного профессора.
В мае 1916 года, выступая вместе с профессором Д. Ф. Егоровым официальными оппонентами по магистерской диссертации будущего академика Н. Н. Лузина, предложил присвоить диссертанту за его работу учёную степень доктора чистой математики, минуя магистерскую степень (что было редким исключением).
В советское время Лахтин продолжал преподавать, а также возглавлял группу статистиков в Институте математики Московского университета. Читал курсы «Введение в анализ», «Интегральное исчисление», «Теория вероятностей», «Дифференциальное исчисление», «Исчисление конечных разностей». По оценке Л. В. Лёвшина, он был прекрасным педагогом, который умел ясно и доходчиво объяснить своим слушателям суть самых сложных проблем. По воспоминаниям историка математики профессора А. П. Юшкевича, «на первом курсе университета (1923) мне довелось ещё слушать его неторопливые лекции по введению в анализ, доступные даже совсем мало подготовленному человеку, но резко контрастирующие с духом „лузитании“ (академика Н. Н. Лузина), который пронизывал тогда всю атмосферу на математическом отделении». По воспоминаниям российского и советского физика доктора физико-математических наук В. Д. Зёрнова, Л. К. Лахтин «объяснял математику так, что учить дополнительно теорию дома почти не требовалось».

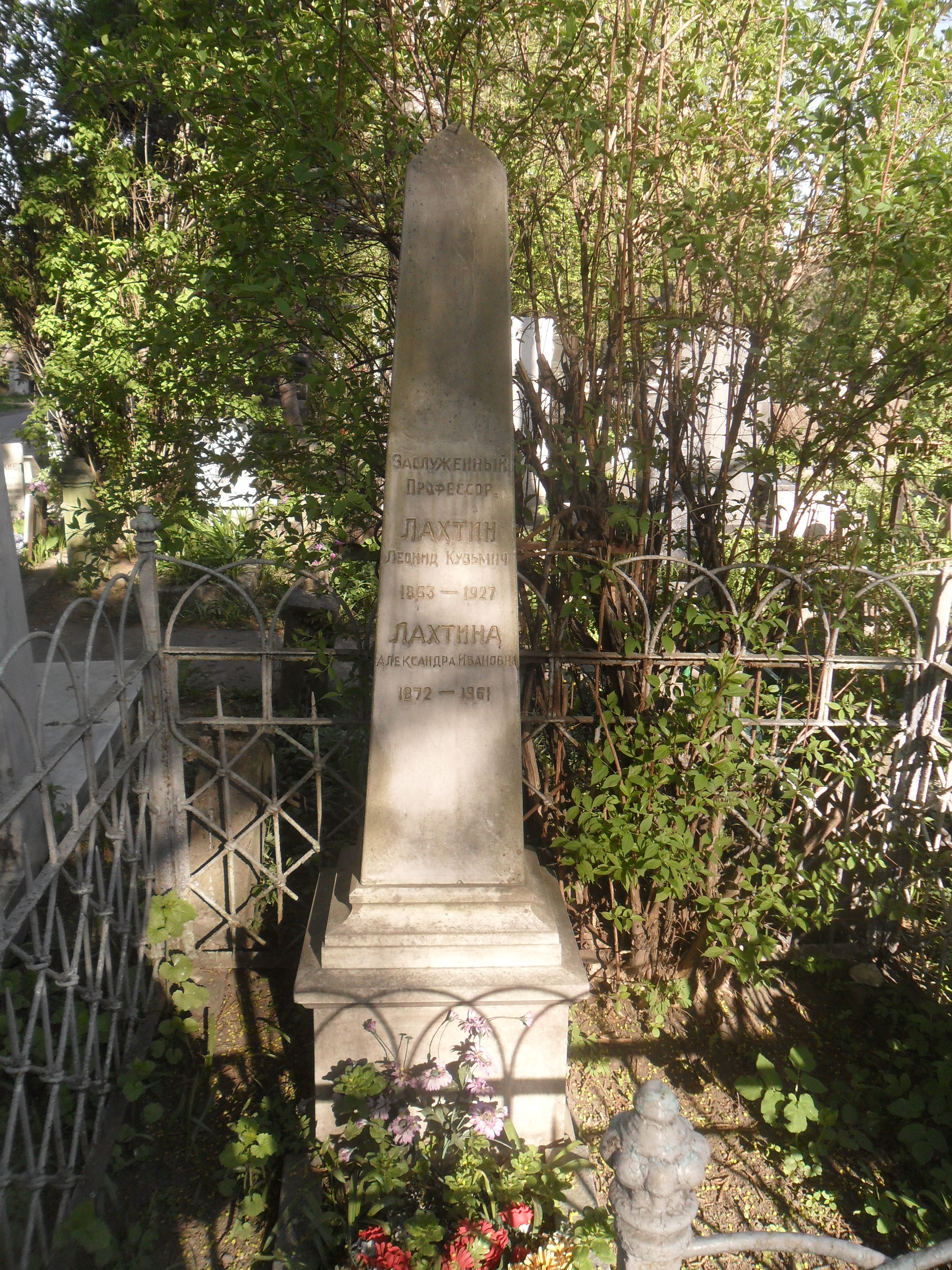
Могила Лахтина на Новодевичьем кладбище Москвы

Умер 14 июля 1927 года. Похоронен в Москве, на Новодевичьем кладбище.

## Научная деятельность
Исследования Лахтина в области математики посвящены двум основным темам: решению алгебраических уравнений высших степеней в специальных функциях, зависящих от интегралов дифференциальных уравнений (дифференциальных резольвент соответствующих алгебраических уравнений), и математической статистике, которой он занимался в последние годы жизни, работая, в том числе, над вопросами применения методов математической статистики в экономике.
Незадолго до смерти, в 1924 году, Лахтин опубликовал учебник — курс по теории вероятностей.
В своих работах он широко использовал теоретико-групповые методы, которые сыграли важную роль в развитии алгебры.

## Некоторые работы
- Некоторыя упрощения в решении неопределённого уравнения второй степени с двумя неизвестными // Математический сборник : журнал. — М., 1890. — Т. 14, № 4. — С. 487—526.
- Алгебраические уравнения, разрешимые в гипергеометрических функциях. — 1892—1893.
- О жизни и научных трудах Николая Ивановича Лобачевского (по поводу столетней годовщины дня его рождения) // Математический сборник : журнал. — М., 1894. — Т. 17, № 3. — С. 474—493.
- Дифференциальные резольвенты алгебраических уравнений высших родов // Математический сборник : журнал. — М., 1896—1897. — Т. 19, № 2—3.
- Труды Н. В. Бугаева в области анализа // Математический сборник : журнал. — М., 1905. — Т. 25, № 2. — С. 322—330.
- Николай Васильевич Бугаев (биографический очерк) // Математический сборник : журнал. — М., 1905. — Т. 25, № 2. — С. 251—269.
- Кривые распределения и построение для них интерполяционных формул по способам Пирсона и Брунса. — М., 1922.
- Курс теории вероятностей. — М.—Париж, 1924.